# シンデレラブレーション:ライツ・オブ・ロマンス
シンデレラブレーション:ライツ・オブ・ロマンス(Cinderellabration:Lights of Romance)は、東京ディズニーランド (TDL)で、2003年から2008年までの各年1月〜3月に開催されていたスペシャルイベントの名称。詳しい開催期間は下記参照。
「シンデレラブレーション」(Cinderellabration)とは、「シンデレラ」(Cinderella)と「祭典」(Celebration)を合わせた造語。

## 概要
キャッスルフォアコートで開催される以下のイベントの総称。
- シンデレラの戴冠式（キャッスルショー）
- キャッスルフォアコートの点灯セレモニー
- アトモスフィア・エンターテイナーによるフェスティバル
- その他、キャラクターのグリーティング、ミニパレードなど（開催年度毎に異なる）

## 開催時期
- 2003年 … 1月25日〜3月20日
- 2004年 … 1月17日〜4月11日
- 2005年 … 1月17日〜3月18日
- 2006年 … 1月17日〜3月17日
- 2007年 … 1月17日〜3月16日
- 2008年 … 1月17日〜3月14日

## シンデレラの戴冠式
ディズニー映画『シンデレラ』のラストシーンは、王子とシンデレラの結婚式となっている。
『シンデレラの戴冠式』は、その後日に、「シンデレラを王家の一員として認め、国民と諸外国に知らしめる」ために開催された式典という設定になっている。
この式典には、ロイヤルゲストという名目で、他のディズニー映画に登場する王子と姫を始め、多くのディズニーキャラクターが登場する。

### 概要
鐘の音とともに壮大な音楽が鳴り響き、シンデレラの戴冠を祝う。
各国から招待されたディズニーの仲間たち「ロイヤルゲスト」が揃うと、馬車に乗ったシンデレラがステージ前に到着し、戴冠式を執り行う。
DATA
- 公演場所：キャッスル・フォアコートステージ
- 公演回数：1日1〜2回
- 公演時間：約28分

### 登場キャラクター
『シンデレラ』より
- シンデレラ
- プリンス・チャーミング（王子）
- 国王 （声：富田耕生）
- 大公
- トレメイン夫人（シンデレラの継母）
- ドリゼラとアナスタシア（シンデレラの義姉たち）
- ガス、ジャック、パーラ、スージー（シンデレラに協力していたネズミたち）

『白雪姫』より
- 白雪姫と王子

『眠れる森の美女』より
- オーロラ姫とフィリップ王子

『アラジン』より
- ジャスミン姫とプリンス・アリ（アラジン）

『美女と野獣』より
- ベルと野獣

『不思議の国のアリス』より
- ハートの女王とホワイト・ラビット

ディズニーキャラクター
- ミッキーマウス
- ミニーマウス
- ドナルドダック
- デイジーダック
- グーフィー
- プルート
- チップとデール

## 点灯セレモニー
キャッスルフォアコートに設けられたイルミネーションや映画のシーンを模した像などが、一斉に点灯される。
2003年は、戴冠式が1日1回の開催であった事もあり、点灯式は戴冠式のショーに組み込まれる演出がなされていた。戴冠式終了時にフェアリーゴッドマザーがシンデレラ城の塔に現れ、呪文を唱えることによって、点灯していた。
2004年以降は、戴冠式が1日2回開催となったため、1回目の戴冠式の前に、点灯セレモニーが開催された。この時にはキャラクターは登場せず、アナウンスと音楽に続いて、イルミネーションの点灯が行われた。
点灯セレモニー後のキャッスルフォアコートには、映画のBGMがストーリー順に流れ、BGMに併せてイルミネーションの色、光量が変化した。

## フェスティバル
「シンデレラ・キャッスル・ガーデン」を舞台に繰り広げられ、美しく、眩いほどのイルミネーションと立体的な音楽による、光と音のエンターテイメント。「点灯セレモニー」終了後にシンデレラの戴冠式の時間を除き、閉園まで「シンデレラ・キャッスル・ガーデン」で開催された。また、「フェスティバル・アーティスト」たちによるパフォーマンスやキャラクターのグリーティングなども行われた。 
キャッスルフォアコートで、各種パフォーマンスが披露された。
ジプシーダンサー
ジプシーを模した音楽とダンスのパフォーマンス
フォーチュンテラー（占い師）
水晶玉を片手に、コントを繰り広げる。
ジャグラー
ジャグリングを披露する。
シューマーチャント
ガラスの靴を持ち、この靴にぴったりの足のサイズを女性を探すコントを繰り広げる。
マスケスティア
男装の女性銃士。シンデレラ・キャッスル・ガーデンでのグリーティングを行う。
ファンタジー・ クリーチャーズ
フェアリー、ガーデンスピリッツ、ユニコーン、ピーコックの扮装で、パレードルートでのグリーティングを行う。

### ロイヤル・アピアランス&グリーティング
2003年のみ開催。
プリンス・チャーミングにエスコートされたシンデレラがステージに現れ、ガス、ジャック、パーラ、スージーが出迎える。シンデレラとプリンスは馬車に乗り、4匹のキャラクターとダンサーでプラザを1周した。
公演情報
時間:約10分
回数:1日1〜2回

## シンデレラブレーション：ライツ・オブ・ロマンス-グランドフィナーレ!
2008年の公演が最後であり、イベント名も｢シンデレラブレーション：ライツ・オブ・ロマンス-グランドフィナーレ!｣として開催された。
上記の2007年までのエンターテイメントに加え、『スーパードゥーパー・ジャンピンタイム：ビビディ・バビディ・ブー!』が開催された。
キャッチフレーズは「魔法よ　消えないで。」

### スーパードゥーパー・ジャンピンタイム：ビビディ・バビディ・ブー!
『スーパードゥーパー・ジャンピンタイム：ビビディ・バビディ・ブー!』(Super-Duper Jumpin' Time: Bibbidi-Bobbidi-Boo!)は、2008年の｢シンデレラブレーション：ライツ・オブ・ロマンス-グランドフィナーレ!｣期間中に開催された。
公演情報
場所：キャッスルフォアコートステージ
回数：1日1〜2回
時間：約20分